# Іванівка (Ставищенська селищна громада)
Іва́нівка (кол. Янишівка) — село в Україні, в Ставищенській селищній громаді Білоцерківського району Київської області. Розташоване на правому березі річки Тарган (притока Росі) за 12 км на північний захід від смт Ставище та за 2 км від автошляху М05. Населення становить 1 300 осіб.

## Історія
В околицях Іванівки (до 1946 року — Янишівка) досліджено великий курган доби ранньої та пізньої бронзи (III та початок І тисячоліття до н. ери).
Перші відомості про село припадають на 1750 рік, коли жителі Янишівки взяли активну участь у гайдамацькому русі, за що шляхетські карателі конфіскували у селян худобу, а багатьох з них засудили до страти. У 1774 році Янишівка перейшла у власність коронного гетьмана К. Браницького, жорстокого кріпосника. Після анексії Правобережної України  Росією (1793 р.) село залишилось у володінні Браницьких.
Розташоване на шляху з Білої Церкви до Криму, село зростало за рахунок переселенців — селян-утікачів. Крім українців, тут здавна проживали представники інших національностей, насамперед поляки, а також литовці, татари та інші. В середині XIX століття в Янишівці мешкало 1755 чоловік.
Поземельний устрій і повинності селян-кріпаків Янишівки відбиті у матеріалах інвентарної реформи і викупних документах. Так, за даними ревізії 1856 року в селі налічувалося 455 кріпаків чоловічої статі, 174 селянські господарства, з яких піших було 130, городників — 31, тяглих — 13 дворів. Земельний наділ піших становив 7 десятин польової землі, а тяглих — 14 десятин. Отже, значна частина селян була добре забезпечена землею.
Згідно з інвентарними правилами кріпаки відробляли панщину по 16 чоловічих днів за десятину, тобто по 112 піших днів на рік за користування наділом в 7 десятин і по 224 дні за 14 десятин наділу. Логічно, що переважну більшість днів панщини кріпаки мали відробляти влітку (з 24 березня по 24 вересня). Крім того, кріпаки виконували повинності за користування присадибною землею, а також відробляли т. зв. згінні дні (ремонт доріг, гребель тощо). Панські економи і осавули жорстоко розправлялись з селянами, які не виконували повинностей.
Важкий соціальний гніт, що його зазнавали кріпаки, штовхав їх на боротьбу за волю, за скасування кріпосного права. Янишівці були активними учасниками Київської козаччини, за що зазнали репресій від царського війська.
За реформою 1861 року кращі землі села залишались у володінні Браницьких. Згідно з уставною грамотою 31 господарство городників польової землі не одержало. Пішим наділили по 7 десятин, а тяглим — по 14 десятин на господарство. Крім кріпаків, у Янишівці на час проведення селянської реформи налічувалося 172 господарства малоземельної шляхти, переважна більшість яких мала землі менше 1 десятини і лише окремі двори володіли 1—2 десятинами. На всі 172 господарства «вольно живущих» — постійних найманих робітників і службовців маєтку Браницьких— припадало 104 десятини землі. Викупна ціна за землю була дуже високою. За кожну десятину надільної землі селянин мав сплачувати по 2 крб. 70 коп., або відробляти щорічно 16 чоловічих днів. Навіть після зменшення в 1863 році викупних платежів на 20 процентів, за 1154 десятини землі янишівці повинні були протягом 49 років вносити до банку кожного року по 2339 карбованців. Таким чином, селянину доводилось сплачувати за наділ з присадибною землею від 17 до 30 і більше карбованців, що було непосильним тягарем. Тому не дивно, що переважна більшість селян не могла повністю сплачувати викупні платежі і весь час лишалася перед казною в боргу.
На 1900 рік у селі налічувалося 464 двори, 2570 жителів. Усієї землі було 3249 десятин, з них 1644 належало поміщикам, 49 — церкві, 1300 — селянам. У володінні поміщиків і заможних селян знаходилися паровий млин, 5 вітряків і 3 кузні. Багато селян зовсім не мали землі, тягла, худоби, реманенту і були постійними наймитами поміщиків та сільських глитаїв. Чимало бідняків за безцінь виснажливо працювали в економії Браницького «Холодний яр», розташованій за 5 км від села, або на його ж кінному заводі у Янишівці. Підрядчики набирали, головним чином, фізично здорову молодь, а на такі роботи, як шарування і проривка цукрових буряків наймали здебільшого жінок та дітей, праця яких оплачувалась ще дешевше. Діти одержували за день лише по 5—10 копійок. Багато знедолених селян йшло на заробітки у Таврійську та Херсонську губернії.
Протестуючи проти жорстокої експлуатації, янишівці не раз порушували межі поміщицьких земель, рубали панський ліс, випасали сіножаті. Про це, зокрема, свідчить скарга графа Браницького за 1877 рік на ім'я царя Олександра II.
Революція 1905—1907 рр. мала широкий відгук серед бідняцьких мас Янишівки. Так, у середині травня 1905 року велика група селян-наймитів, що працювали в економії «Холодний яр», застрайкували, поставивши вимогу збільшити щоденну плату з 30 до 50 коп. Після відмови управителя задовольнити вимоги, вони кинули роботу і попрямували в Янишівку, знімаючи з плантацій цукрових буряків підлітків і дітей, які за 10 коп. цілий день збирали довгоносика. До янишівців приєдналися наймити з сіл Любчої, Гострої Могили. Згодом страйковий рух поширився на села Бесідку і Красилівку. Таращанський повітовий справник доповідав начальникові Київського губернського жандармського управління, що хвилювання селян Янишівки пов'язані із закликом революційних агітаторів силоміць відібрати поміщицьку землю і що ним «…виявлено 4 чоловіка, які займалися розповсюдженням різних за змістом прокламацій і брошур політичного характеру».
Після поразки революції 1905—1907 рр. у Янишівці були проведені арешти активних учасників революційних виступів, поширювачів нелегальної політичної літератури, які закликали до повалення царизму й розподілу поміщицьких земель. Трьох із них — М. П. Драговоза, С. Н. Омельчука, Ю. А. Шевчука вислали під нагляд поліції у Вологодську губернію.
В наступні роки серед селян продовжувало наростати невдоволення аграрною політикою царизму, поширювались чутки про неминучість розподілу поміщицької землі. Після проведення столипінської аграрної реформи в Янишівці розшарування селянства посилилось. Куркулі скуповували землі бідних селян, які, вийшовши з громади, не могли самостійно вести господарство, розорялись і потрапляли в кабалу до глитаїв. Ряди сільського пролетаріату зростали. З 435 селянських господарств, переписаних у Янишівці 1912 року, понад 3/5 мали земельні наділи до 4 десятин. Характерно, що серед 124 господарств з наділом до 2 десятин, у 45 зовсім не було худоби. Одночасно 20 заможним господарствам припадало на двір по 9 і більше десятин землі.
Гнітила селян і духовна темрява. Клопотання жителів села відкрити однокласне сільське училище власті довго не задовольняли. Тільки в 1896 році на кошти селян була побудована церковнопарафіяльна школа. В 1908 році була відкрита двокласна школа міністерства освіти, де навчалися діти з Янишівки та навколишніх сіл. У ній працювало 3 вчителі, що навчали 5 груп. При школі була невеличка бібліотека на 150—160 книг. Але ходити до школи мали змогу тільки діти заможних селян, бо рік навчання коштував 6 крб. за учня, що в переводі на хліб становило 15 пудів.
Звістка про Лютневу революцію дійшла до Янишівки на початку березня 1917 року. В приміщенні школи відбулися багатолюдні збори, які вітали повалення царату, вимагали вирішення земельного питання. Коли ж селяни переконалися, що Тимчасовий уряд землі не дасть, вони намагалися розв'язати це питання самочинно. Так, у липні 1917 року селяни захопили луг, що належав кінному заводу Браницького, і почали випасати на ньому своїх коней. Граф викликав повітового комісара Тимчасового уряду, який зробив селянам «роз'яснення» і категорично заборонив порушувати межі панських земельних угідь. Для попередження подібних виступів у волость послали роту солдатів.
З великим піднесенням зустріли трудящі Янишівки перемогу більшовицького перевороту. Радянська окупаційна влада була встановлена в селі у січні 1918 року. Зразу ж був створений земельний комітет, який, керуючись ленінським Декретом про землю, взяв на облік поміщицькі землі, маєтки, ліси і приступив до розподілу їх серед селян.
8 квітня 1918 року село звільнли німецькі війська.
11 червня між повстанцями і німецько-гетьманськими загонами в районі Янишівки відбувся запеклий бій. Селяни забарикадували головну вулицю села возами, боронами, плугами і мужньо відбивали ворожі атаки. Вони мали одну гармату, захоплену в боях з гетьманською вартою в районі Жашкова. Ворог зазнав великих втрат. Але село внаслідок артилерійського обстрілу було майже повністю спалене. Багато жителів Янишівки у складі партизанського загону брало участь у боях за Рокитне, Таращу та інші населені пункти. У серпні 1918 року цей партизанський загін влився в Таращанський полк 1-ї Української радянської дивізії.
Влітку 1919 року Янишівку зайняли денікінці, в обозі яких повернулися поміщики і капіталісти. Відвоювали село від білогвардійців частини 12 російської червоної армії.
Весною 1920 року село звільнили поляки, але невдовзі були вигнані. На той час Янишівка входила до Кривецької волості Таращанського повіту. Головою Кривецького волревкому було обрано одного з перших комуністів Янишівки М. Г. Шпильківського. Боротьбу трудящих за утвердження і зміцнення Радянської влади очолив ревком. Велику допомогу в розгортанні цієї боротьби подали комуністи Тетієва.
У червні 1920 року в селі був створений комітет незаможних селян, головою якого став Д. Фареник. Комнезам провів велику роботу, щоб розгромити куркульські банди і утвердити Радянську владу, хоч, як повідомляв у своєму звіті інструктор Таращанського повітревкому, «працювати було дуже важко— куркульство чинило відчайдушний опір організації бідноти». Активними борцями за утвердження Радянської влади в Янишівці були комуністи. 1920 року утворився партійний осередок, а 1923 — комсомольська організація.
Будівництво нового життя доводилося розпочинати в надзвичайно важких умовах. Під час більшовицької окупації були пограбовані і спалені майже всі господарства, село відроджувалося з попелу. Було взято на облік усю племінну худобу, реманент та інші матеріальні цінності колишньої економії «Холодний яр». В 1922 році організовано радгосп, який існував до 1936 року. Господарство спеціалізувалось на відгодівлі свиней. В 1924 році в селі було створено кредитне товариство, яке піклувалось про розширення площ посівів цукрових буряків та їх врожайність, допомагало селянам купувати в кредит реманент, сортове насіння тощо. Але в селі ще зберігалися господарства куркулів і непманів, які тримали в своїх руках млини, крамниці, олійні.
На 1926 рік у Янишівці налічувалося 690 господарств, проживало 3032 чоловіка. В селі функціонували 2 кооперативи, 7 державних і приватних крамниць, 4 млини, 2 драчі, налічувалося 52 кустарі (кравці, шевці, бондарі, кушніри, ковалі та ін.). В 1929 році за ініціативою комуністів відбулось об'єднання селян у ТСОЗ «Досвід». Першими його членами були селяни-бідняки. В 1930 році на базі ТСОЗу створено артіль «Новий шлях», яка в 1931 році стала називатись ім. Комінтерну. Інша артіль, створена в тому ж році (згодом вона одержала назву — ім. XIV-річчя Жовтня), об'єднувала 90 господарств бідняків та середняків. З 1933 року в артілях стали працювати перші трактори із Ставищенської МТС.
Під час Голодомору 1932-1933 рр. в Янишівці померло 500 осіб, з них 112 дітей. Населення села у 1930-х роках складало 2250 осіб. Ховали померлих у кількох могилах.
На 1940 рік артілі села стали міцними, забезпеченими всім необхідним реманентом колективними господарствами. Лише в колгоспі ім. XIV-річчя Жовтня було 5 тваринницьких ферм; працювало 8 тракторів, 8 вантажних автомашин.
В 1921 році у селі відкрито медичну амбулаторію, а в 1935 році — лікарню, яку обслуговували понад 10 медпрацівників.
За роки Радянської влади великі зрушення сталися в культурному житті села. Відкрилися клуб, бібліотека. Була проведена велика робота по ліквідації неписьменності. Почала працювати двокласна початкова школа, яка згодом реорганізувалася в чотирикласну, а 1927 року — в семирічну трудову школу. У 1935 році на її базі створено середню школу, при якій відкрито вечірню школу для дорослих. Збільшився педагогічний колектив школи. Якщо в 1930 році у Янишівці працювало 15 учителів, то в 1940 році — 21. Багато сил до становлення культурного життя села доклав уродженець Янишівки, видатний український фольклорист і композитор П. Д. Демуцький (1860—1927 рр.).
Мирну працю радянських людей порушила німецька навала. 18 липня 1941 року загарбники вдерлися в Янишівку. Запанував кривавий окупаційний режим. Відступаючи, комуністи  пограбували і зруйнували колгоспи, культурно-освітні заклади. Приміщення школи німці перетворили на склад, знищивши все шкільне обладнання, закрили клуб, бібліотеку, лікарню.
Та радянські люди не скорилися ворогам. Вони саботували заходи загарбників, відмовлялися здавати худобу, виконувати роботи, всім, чим могли, допомагали радянським партизанам. В складі партизанського загону ім. Чкалова, що діяв на території Ставищенського району, мужньо билися з ворогом жителі Янишівки Г. С. Голембівський, О. П. Драговоз, В. X. Драговоз, М. С. Бомко, І. Я. Легкий та інші. Велику допомогу партизанам подавали зв'язківці — комсомольці Л. Д. Савицька, М. Г. Савицька, О. Д. Кирилюк, М. Г. Бомко та М. П. Бомко. Самовіддано діяла партизанська зв'язкова вчителька 3. Г. Білорус, мати п'ятьох дітей. Майже під носом у гітлерівців вона розповсюджувала листівки, виконувала бойові завдання, переховувала і лікувала у своїй хаті поранених партизанів. Партизани нещадно знищували фашистів, перешкоджали вивозити награбоване майно, забирати молодь на каторжні роботи до Німеччини. 31 грудня 1943 року великий каральний загін окупантів поблизу села в лісі Ціцілія атакував табір партизанського загону. Гітлерівці оточили будинок лісника, де перебували поранений командир загону І. Д. Карташов та партизан О. М. Рябков. Відважні партизани прийняли нерівний бій і відстрілювалися аж поки їм на допомогу не наспіли товариші з загону і не розгромили карателів.
У червні 1943 року в селі стала діяти підпільна група на чолі з І. В. Воззбранним. Згодом вона влилася до партизанського загону ім. Чкалова.
В ніч на 2-е січня 1944 року частини 240-ї стрілецької дивізії 38-ї армії 1-го Українського фронту відвоювали село від німецьких загарбників. На фронтах  війни загинуло 168 жителів села. Понад 250 уродженців Янишівки за бойові заслуги удостоєні урядових нагород.
Зразу ж після відновлення російської окупації Янишівки розгорнулася діяльна робота щодо відбудови господарства села, зокрема колгоспів ім. Комінтерну та ім. XIV-річчя Жовтня, їх організаційного та господарського зміцнення. Незважаючи на великі труднощі, уже в перші роки після війни колгоспи успішно справлялися з виконанням сільськогосподарських робіт, своєчасно розраховувалися з державою по поставках хліба, м'яса, молока.
В 1950 році колгоспи села об'єдналися в артіль ім. XIV-річчя Жовтня, яка широко розгорнула будівництво тваринницьких приміщень, а також громадських будівель, розширила посівні площі, збільшила поголів'я худоби. Трирічний план розвитку тваринництва був перевиконаний по всіх основних показниках. Урожайність зернових з одного гектара в 1951 році становила 14,2 центнера. В 1960 році колгосп с. Іванівки об'єднався з колгоспом с. Багатирки в артіль «Прогрес». Колгосп «Прогрес» — багатогалузеве господарство зерново-бурякового напрямку, за яким закріплено 5192 га землі, у тому числі 4332 га орної. На зернові культури припадає в середньому 54 проц. орної землі, у тому числі на озиму пшеницю — 31 проц. З року в рік зростає технічна оснащеність колгоспу. На 1969 рік господарство мало 39 тракторів, 28 різних комбайнів, 25 автомашин та іншу сільськогосподарську техніку. В 1969 році тут зібрали по 32,9 цнт з га зернових, у тому числі озимої пшениці — по 34,9 цнт з площі 1080 гектарів.
Велика увага приділяється розвиткові тваринництва, підвищенню його продуктивності. В 1960 році в колгоспі було 1560 голів великої рогатої худоби, а на 1967 рік — 2280 голів. За досягнуті успіхи в розвитку тваринництва, збільшенні виробництва й заготівлі м'яса, молока, яєць, птиці у 1966 році голову колгоспу М. Г. Підгаєцького нагороджено орденом Леніна, а завідувача ферми О. В. Полонського — орденом Трудового Червоного Прапора. Ордена Леніна удостоєний також передовий механізатор артілі В. С. Хоменко. За трудові перемоги орденами й медалями нагороджено 35 жителів села. Значних успіхів досягли тваринники колгоспу і в наступні роки. Так, восьмий п'ятирічний план по виробництву молока виконали на 112 проц., м'яса —118 проц., яєць — 135 проц. За великі успіхи, досягнуті в розвитку сільського господарства і виконанні п'ятирічних планів виробництва та продажу державі продуктів землеробства і тваринництва, 9 трудівників колгоспу «Прогрес» нагороджено орденами і медалями, у тому числі свинарку Н. Л. Шевчук — орденом Леніна.
Неухильно зростають грошові прибутки колгоспу. Якщо в 1953 році вони становили 172 тис. крб., то в 1967 році — вже 1 млн. 690 тис. крб. У післявоєнні роки споруджено тваринницьке містечко: 17 корівників, 5 телятників, 3 свинарники, З конюшні, птахоферми, вівчарник, 2 кормокухні, 2 кормоцехи, а також кукурудзо-сушарку, автогараж, механічну майстерню, вальцьовий млин, 4 артезіанські колодязі, збудовано 3 ставки загальною площею 38 га.
На кошти колгоспу побудовано шосейну дорогу в село Багатирку і до автомагістралі Київ—Одеса, радіолінію тощо. Високовольтна лінія від Кременчуцької ГЕС, яка проходить через село, забезпечує колгоспне господарство і житлові будинки електричною енергією. У селі працює комбінат побутового обслуговування (взуттєва, швейна майстерні та перукарня), відділення зв'язку, ощадкаса, 5 торгових підприємств. Діють колгоспні дитячі ясла, розміщені у парку, посадженому молоддю села.
Велика увага приділяється охороні здоров'я. До послуг іванівців медамбулаторія, профілакторій, аптека. їх обслуговує 10 кваліфікованих працівників охорони здоров'я.
В 1964 році колгосп перейшов на внутрігосподарський розрахунок з грошовою оплатою праці. Це позитивно позначилося на дальшому піднесенні матеріального добробуту. В 1968 році оплата людино-дня перевищила 4 карбованця.
Партійна організація колгоспу, яка налічує 67 комуністів, приділяє велику увагу дальшому розвитку громадського господарства, зміцненню трудової дисципліни, підвищенню продуктивності праці, зниженню собівартості продукції. Не менше значення має ідейно-виховна робота в масах, яка забезпечила авангардну роль комуністів на виробництві, виховання цілої плеяди передовиків сільськогосподарського виробництва, активістів громадсько-політичної роботи.
До Книги пошани колгоспу занесено 60 ветеранів колгоспного виробництва, кращих трудівників. За успіхи у виконанні зобов'язань на честь 50-річчя Великої Жовтневої соціалістичної революції колгоспу вручено на вічне зберігання пам'ятний Червоний прапор Ставищенського РК КП України і райвиконкому.
Висока оплата праці, значні відрахування колгоспу на культосвітню роботу створюють умови для швидкого розвитку освітньої і культурно-масової роботи. В 1964 році на кошти колгоспу споруджено типове приміщення для середньої школи. При Іванівській школі обладнані хімічний, фізичний та біологічний кабінети, діє бібліотека. На 1969 рік тут працювало 37 вчителів, набувало знань 550 учнів.
Справжнім центром культурного життя Іванівки став новий будинок культури із залом на 600 місць, сучасним спортивним комплексом. Тут проводяться всі масово-політичні та культосвітні заходи: урочисті збори, концерти артистів-професіоналів і учасників художньої самодіяльності, перегляди кінофільмів, зустрічі із знатними людьми району і області — учасниками Великої Жовтневої соціалістичної революції, героями громадянської і Великої Вітчизняної воєн, ветеранами соціалістичного будівництва. При будинку культури постійно працюють гуртки художньої самодіяльності: вокальний, драматичний, музичний, а також футбольна, волейбольна, баскетбольна та інші спортивні секції. Великою популярністю користуються виступи колгоспного й учнівського хору, яким понад 25 років керує ветеран художньої самодіяльності Г. X. Легкий. Хор неодноразово здобував призові місця на оглядах художньої самодіяльності та обласних олімпіадах.
Сільська група товариства «Знання» налічує понад 30 лекторів. Великого поширення набули в селі нові обряди та свята: комсомольські весілля, урочисті реєстрації шлюбів, новонароджених, свята врожаю, вшанування людей праці тощо. Особливо тепло відбуваються проводи молоді до лав Радянської Армії. На урочистих зборах села в будинку культури рідні й односельці дають наказ призовникам села вірно служити Радянській Вітчизні, не забувати про своє село, колгосп, дарують їм необхідні солдатові особисті речі. Майбутні військовослужбовці Радянської Армії дають клятву землякам високо нести звання радянського солдата, зробити все від них залежне для зміцнення обороноздатності Батьківщини.
В Іванівці уже стало традицією щороку 9 травня влаштовувати громадські поминки на братській могилі і на кладовищах. На урочистому мітингу (на нього сходяться всі мешканці села) називаються імена всіх громадян Іванівки, які віддали своє життя за Радянську Батьківщину в роки Великої Вітчизняної війни, вручається земля з братської могили приїжджаючим рідним і близьким героїв, полеглих у боях за визволення села від німецько-фашистських окупантів. А коли наступають сутінки, починається факельний похід селом до братської могили, де молодь дає клятву не забувати подвигу радянського народу у Великій Вітчизняній війні.
Благоустрою села, розвитку його культури, запровадженню нових звичаїв і обрядів велику увагу приділяє виконком сільської Ради. У роботі комісій сільської Ради бере участь весь актив села. Особливо сумлінно працює комісія благоустрою та будівництва нових доріг.
Змінився зовнішній вигляд Іванівки. За післявоєнний час в ній зведено понад 600 нових будинків. Центр села добре впорядкований. Тут розташовані будинок культури, двоповерхова школа, нове приміщення сільської Ради, сільські магазини. Всі новобудови, вулиці села обсаджені фруктовими та декоративними деревами, квітами.
План дальшого розвитку колгоспного виробництва, піднесення добробуту й культури жителів Іванівки надихає їх на нові трудові подвиги.
М. Б. ЛЕГКА, Г. В. СІЧКАР
Мешканці Янишівки, як мобілізовані і добровольці РІА, брали участь у Першій світовій війні. Хоча краєзнавцям досі невідома точна кількість селян, які вирушили на фронти Першої світової, проте кілька імен все ж вдалось становити:
- Бабійчук Никифор Власович, рядовий. Православний, одружений. Зник безвісти 13.02.1915.[1]
- Каленик Марко Карпович, єфрейтор. Православний, одружений. Зник безвісти 03.08.1914.[2]
- Карпенко Олексій Прокопійович, єфрейтор. Православний, одружений. Зник безвісти у червні 1915.[3]
- Клабуцьк Альберт Юліанович, єфрейтор. Римо-католик, одружений. Зник безвісти 03.02.1915.[3]
- Лещук Асон Ворфоломійович, єфрейтор. Православний, одружений. Зник безвісти 02.02.1915.[4]
- Ткач Федір Титович, рядовий. Православний, одружений. Зник безвісти 03.02.1915.[5]

Чимало мешканців Янишівки постраждали від політичних репресій більшовицького режиму. Якщо у сусідній Богатирці жоден селянин не був репресований, то у Янишівці картина була геть іншою:
- Будкевич Станіслав Францович, 1906 р.н., уродженець Янишівки. Римо-католик, поляк. Працював сигналізатором Дніпропетровського заводу комбікормів. Заарештований 3.10.1938 р., 23.11.1938 р. звинувачений у шпигунстві на користь Польщі. Відомостей про вирок немає. Реабілітований 08.09.1989 р.[6]
- Кін Бертольд Фердинандович, 1907 р.н., уродженець Янишівки. Німець. Колгоспник с/г артілі в с. Кочережки. Відомостей про вирок немає. Реабілітований 25.06.1973 р.[7]
- Клобуцький Микола Ульянович, 1880 р.н., уродженець Янишівки. Римо-католик, поляк. Мешкав: Черкаська обл. с. Майданець Тальнівського р-ну. Працював вагарем на цукрозаводі. Заарештований в лютому 1938 р. за ст.ст. 54-6, 54-11 КК УРСР. Постановою трійки при КОУ НКВС УРСР 25.09.1938 р. приречений до розстрілу. Розстріляний 5.10.1938 р. Реабілітований ВП КВО 25.07.1989 р.[8]
- Перуцький Костянтин Лук'янович, 1896 р.н., уродженець Янишівки. Православний, українець. Мешкав: Хмельницька обл. м. Славута. Працював теслею на паперовій фабриці. Заарештований 21.11.37. Звинувачення: контрреволюційна діяльність. Особливою нарадою НКВС СРСР 22.12.37 засуджений на 10 років позбавлення волі у ВТТ. Помер у ув'язненні у 1938 р. Реабілітований військтрибуналом Прикарпатського ВО 06.09.58.[9]
- Мандрієвський Олександр Вікентійович, 1904 р.н., уродженець Янишівки. Римо-католик, поляк. Працював комірником Іркутського центрального складу ГВФ. Заарештований 12.02.1938. Засуджений 08.03.1938 Трійкою УНКВД по Іркутській області до 10 років позбавлення волі. Реабілітований 03.07.1978 за постановою президії Іркутського обласного суду.[10]
- Куценко Григорій Петрович, 1949 р.н., уродженець Іванівки. Українець. Освіта середньо-спеціальна (воєнно-політичне училище). Член КПРС. Працював монтажником судового обладнення. Старший лейтенант РСЧА, командир роти В/Ч 73723. Мешкав у м. Загорськ Московської обл. Заарештований 06.08.1984 р. Засуджений ВТ Московського во 15 лютого 1985 р., звинув.: ст.70 ч.1 КК РСФСР. Вирок: 4 роки Пермських таборів. Відбув пів терміну. Звільнений 12.01.1988 р. Реабілітований 05.03.1992 р., Головною військовою прокуратурою РФ.[11]

## Населення

### Мова
Розподіл населення за рідною мовою за даними перепису 2001 року:
| Мова            | Кількість | Відсоток |
| --------------- | --------- | -------- |
| українська      | 1267      | 97.46%   |
| російська       | 26        | 2.00%    |
| білоруська      | 3         | 0.23%    |
| вірменська      | 2         | 0.15%    |
| болгарська      | 1         | 0.08%    |
| інші/не вказали | 1         | 0.08%    |
| Усього          | 1300      | 100%     |

## Відомі люди

### Уродженці
- Порфирій Демуцький — український фольклорист, хоровий диригент, композитор;
- Карпенко Віктор Степанович — український хірург й уролог;
- Нагорний Микола Вікторович — український дипломат;
- Сівкович Володимир Леонідович  - український політик, народний депутат 4-го, 5-го та 6-го скликань. Віце-прем'єр відповідальний за силовий блок в уряді Миколи Азарова від 11 березня 2010. Заслужений юрист України (2010);
- Куценко Григорій Петрович — український громадський діяч, публіцист. Голова Київського товариства політв'язнів і репресованих;
- Клименко Станіслав Степанович — український кінорежисер. Заслужений діяч мистецтв України (2003). Лауреат Республіканської премії ЦК ЛКСМ України ім. М. Островського (1984);
- Лесик Федір Лукич — український радянський ботанік, генетик, селекціонер, педагог;
- Кагарлицька Ольга Зіновіївна — українська літературна редакторка, дружина письменника Миколи Кагарлицького.

## Галерея

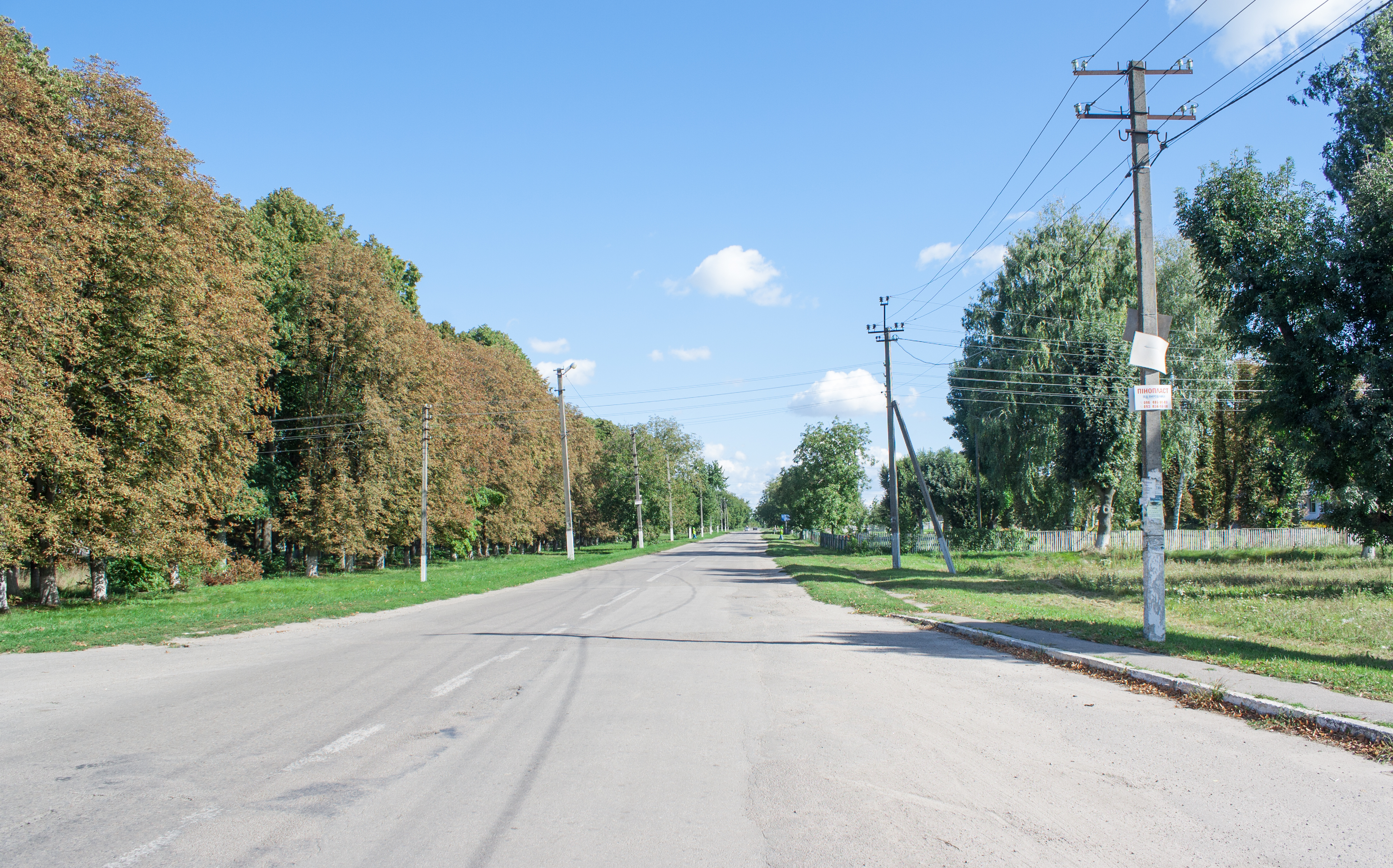
Вулиця Сім'ї Клименків
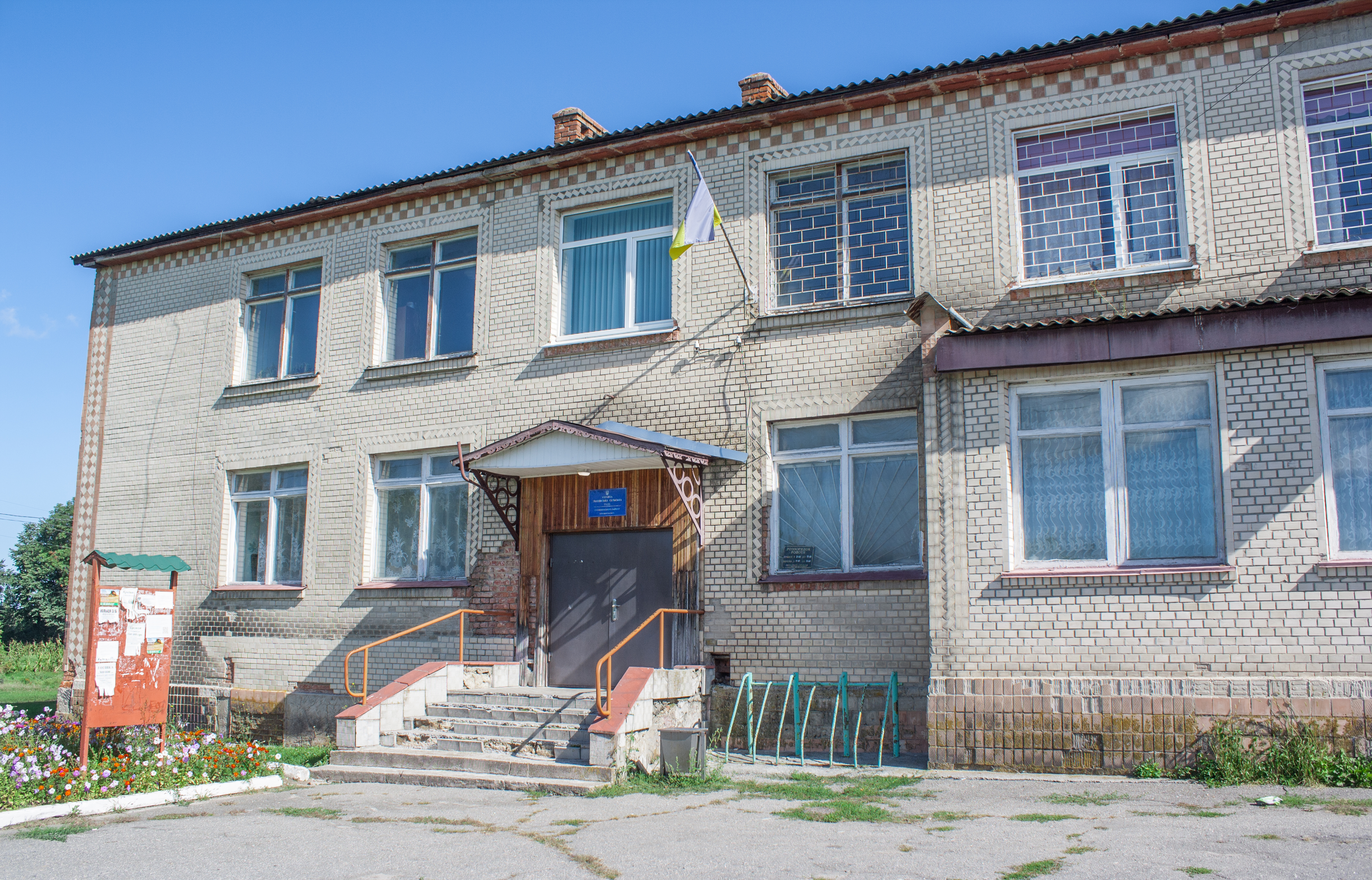
Сільська рада
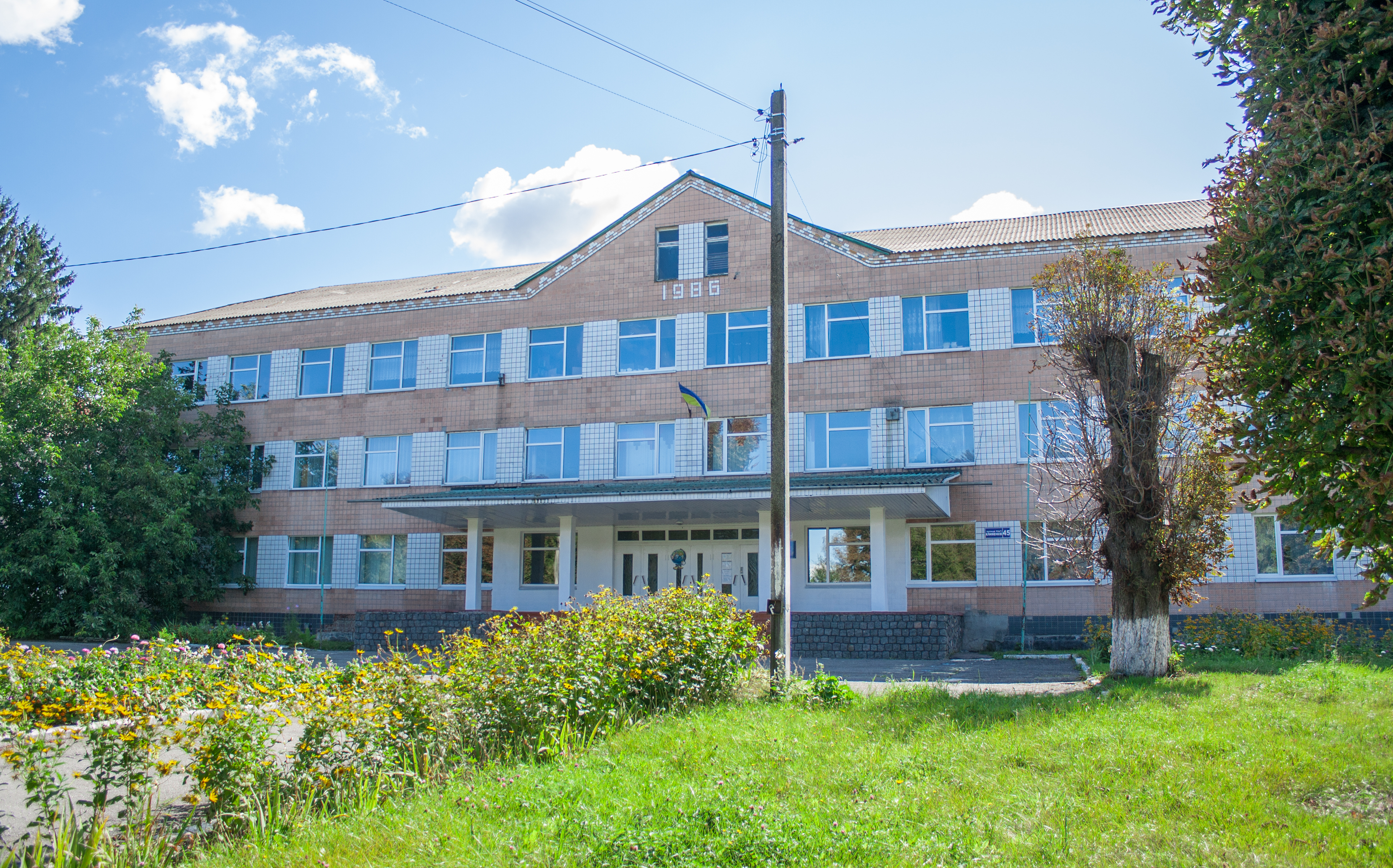
Школа
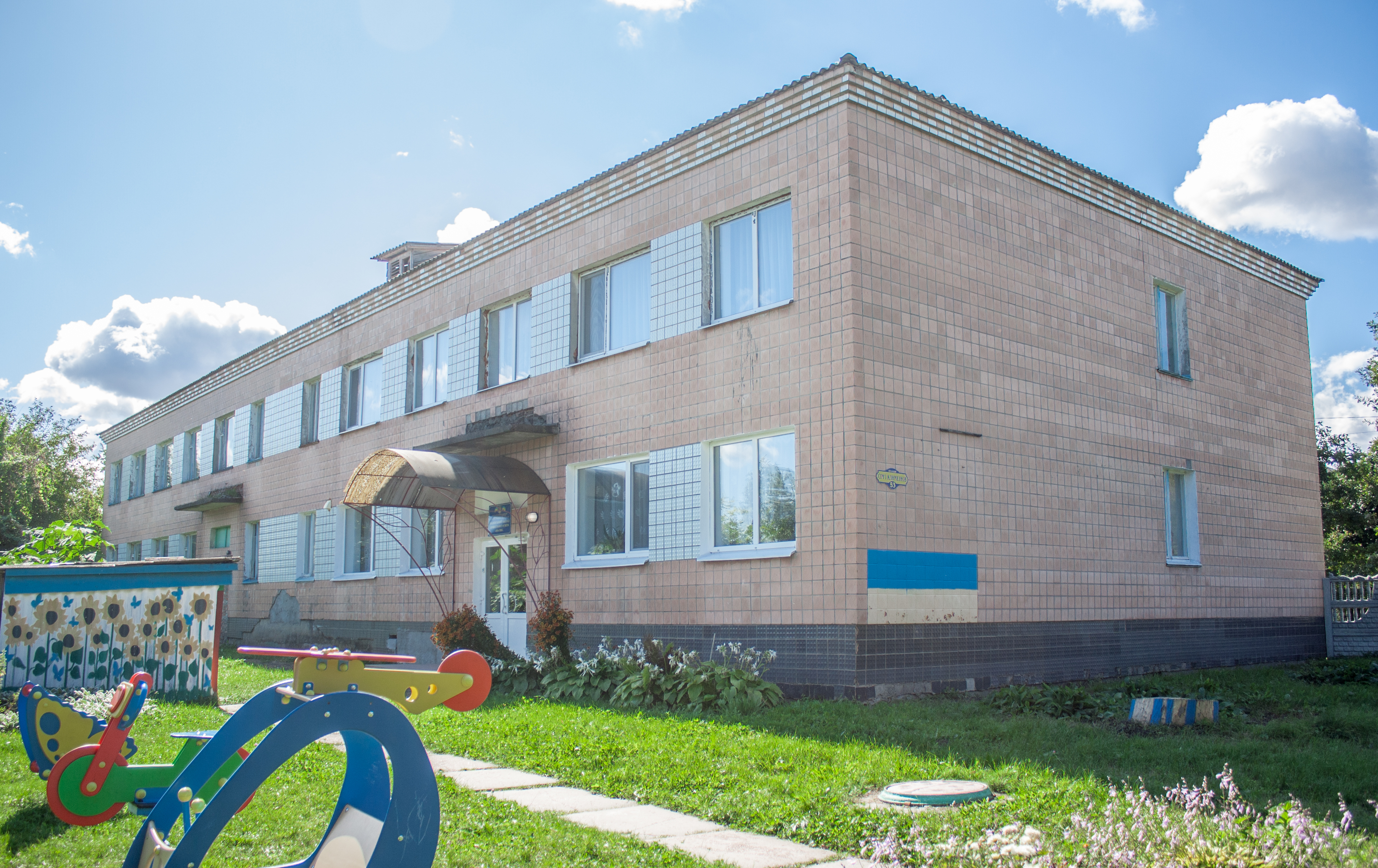
Дитсадок
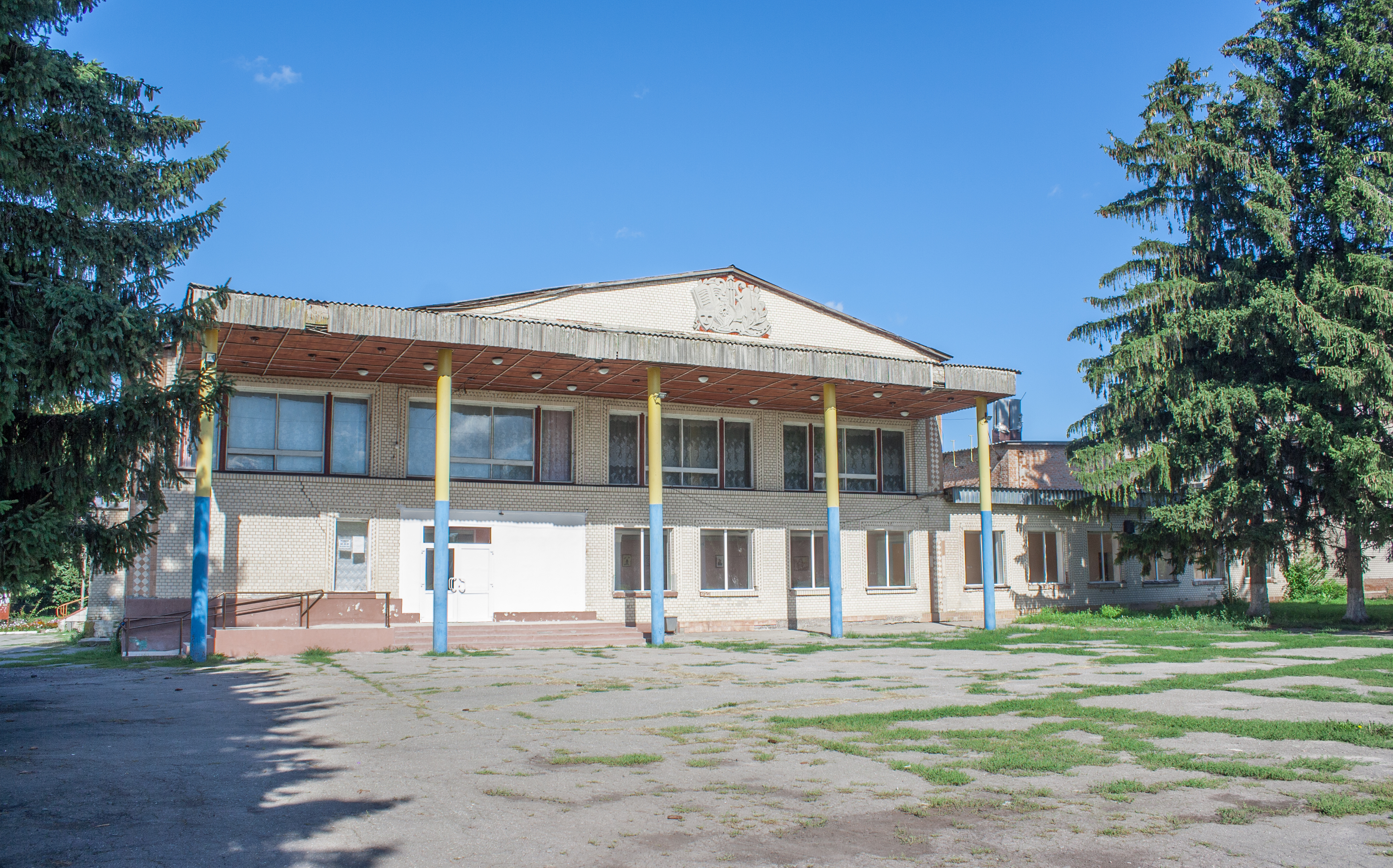
Будинок культури
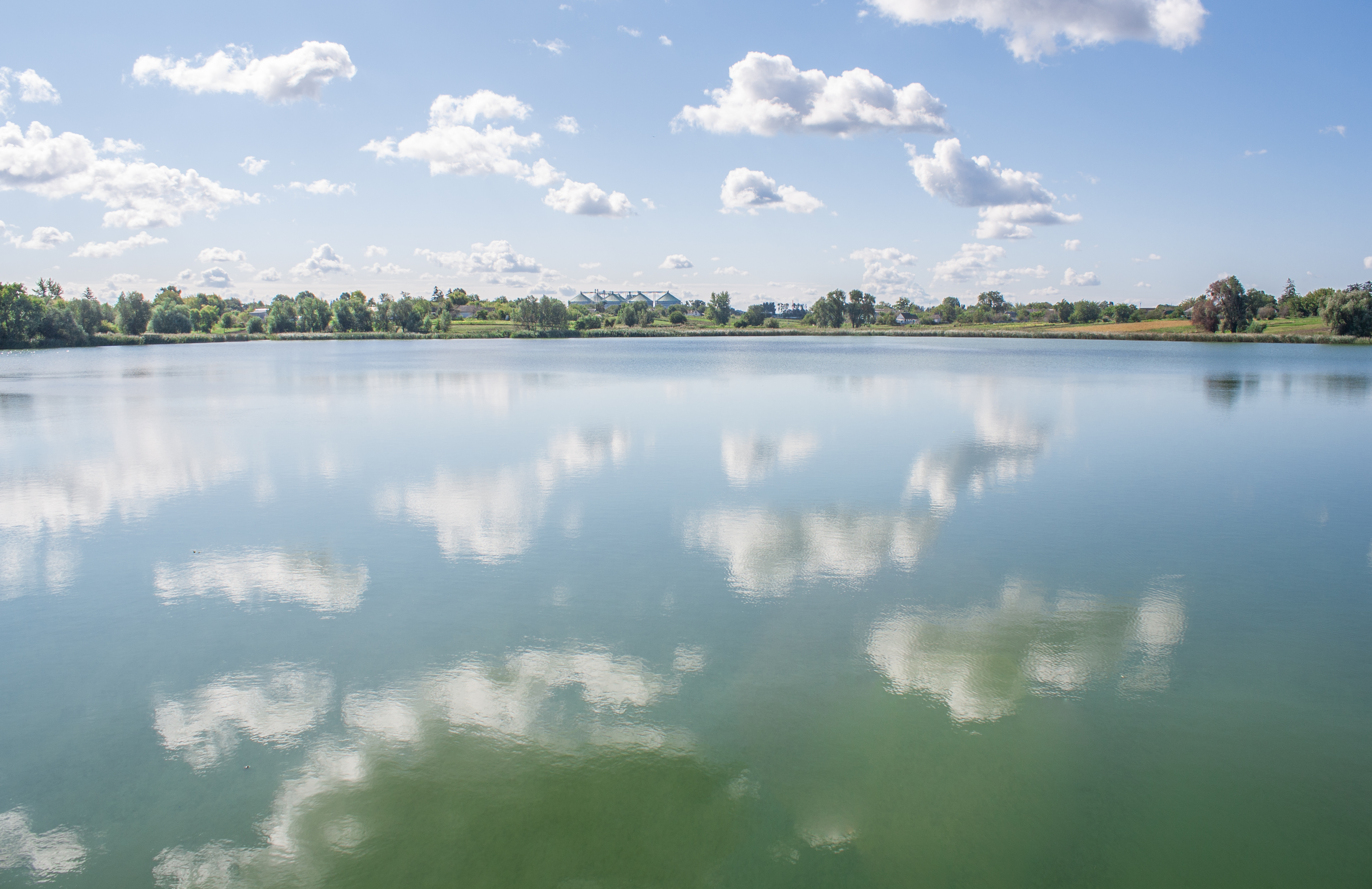
Ставок на річці Тарган
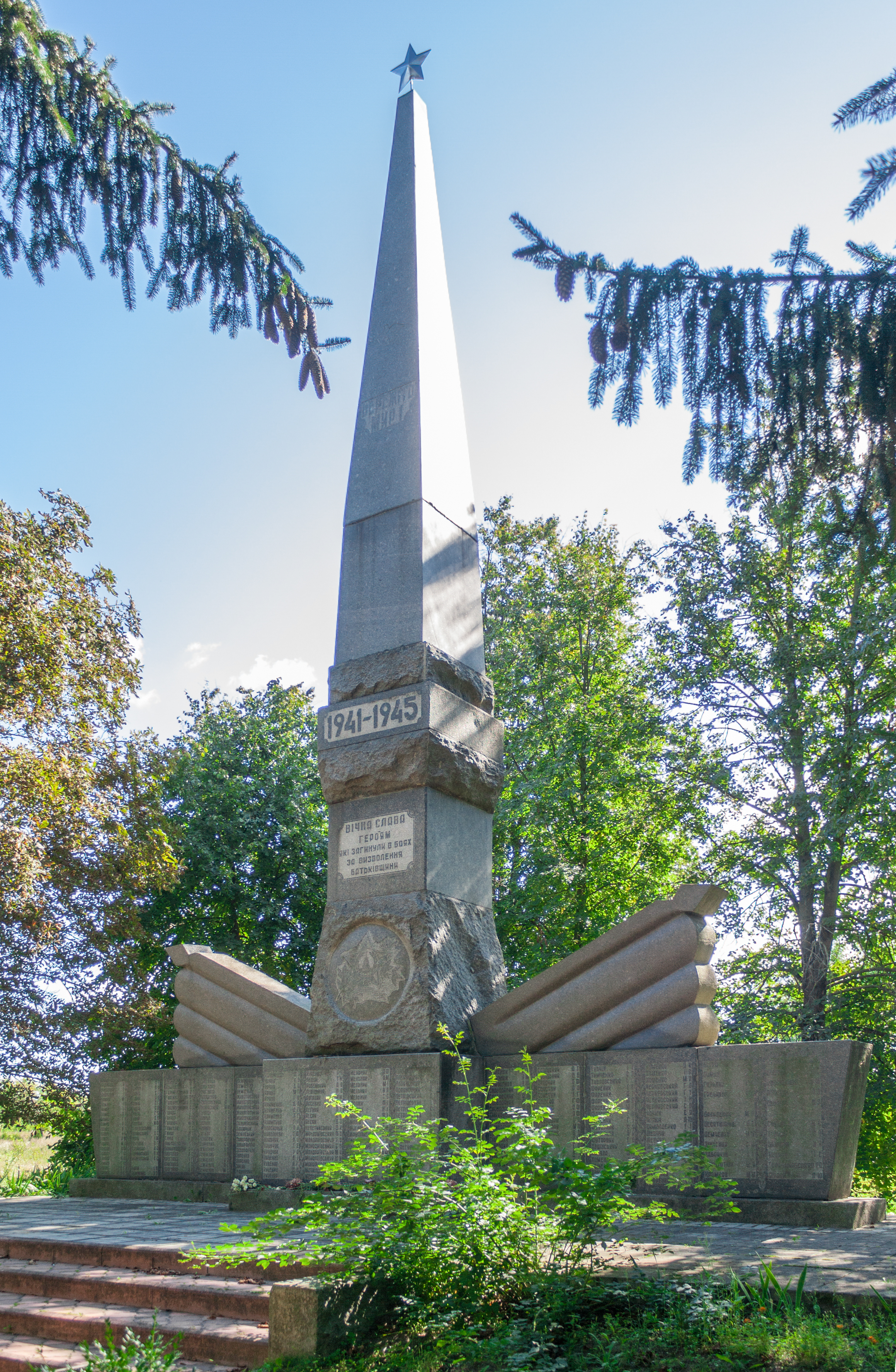
Пам'ятник воїнам-односельцям
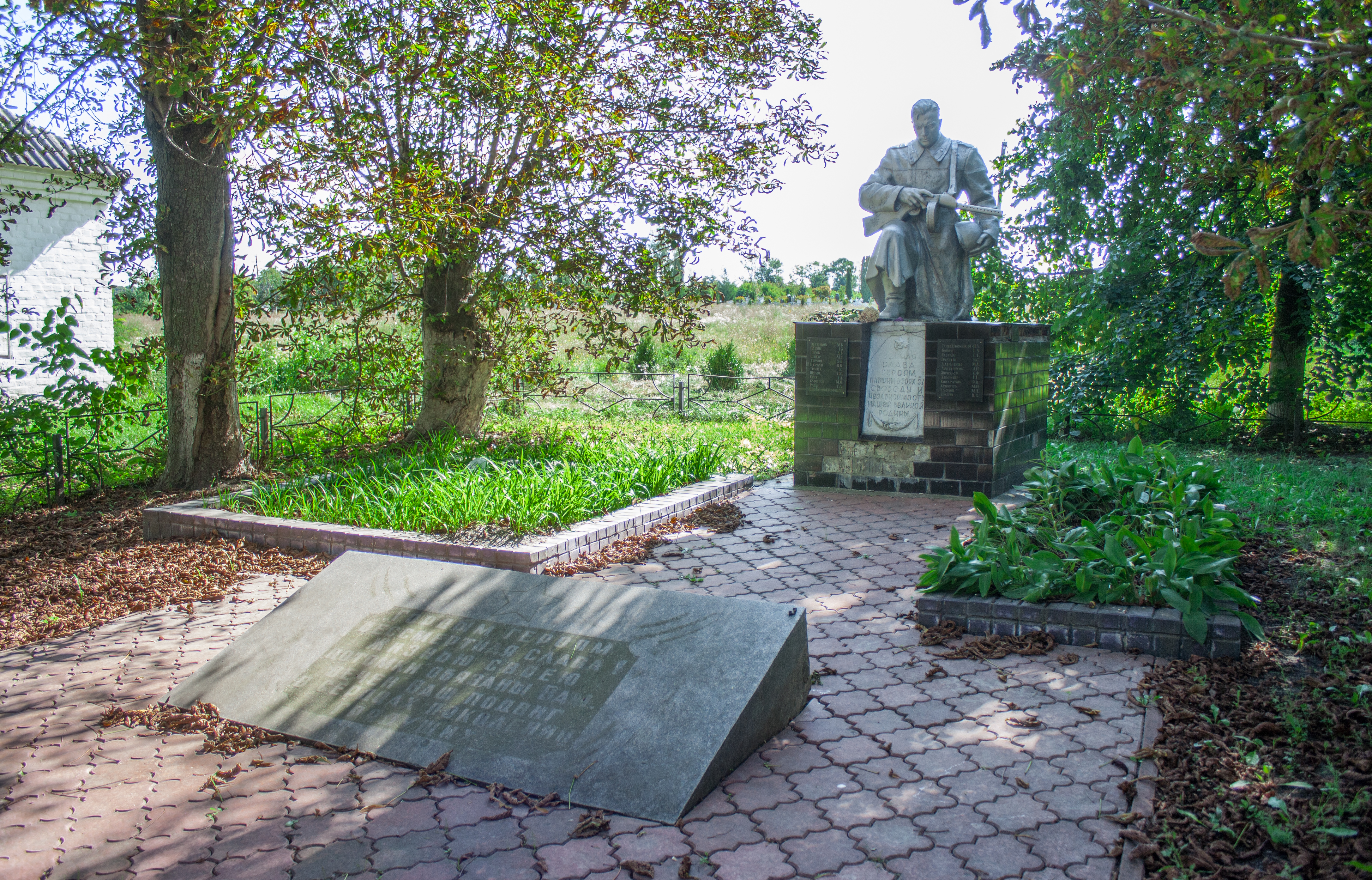
Братська могила радянських воїнів